# Patricio Borobio Díaz
Patricio Borobio Díaz (Santiago de Compostela, 1856-Zaragoza, 1929) fue un médico y político español.

## Reseña biográfica
Fue catedrático de Medicina Legal y Toxicología en la Universidad de Valencia y catedrático de Enfermedades de la Infancia de la Universidad de Zaragoza.
Decano de la Facultad de Medicina de Zaragoza (1918).
Académico de la Real academia de Medicina de Zaragoza (1893).
Vicepresidente del Patronato Antituberculoso.
Director del Preventorio del Cabezo Cortado.
Consejero de La Caridad.
Consejero del Monte de Piedad y de la Real Sociedad Económica de Amigos del Pais.
Impulsó en la ciudad de Zaragoza toda clase de actividades científicas, culturales y benéficas. Especialmente se preocupó por lo relacionado con la salud y protección de la infancia y con la educación de la juventud. Interesado en la corrección de la delincuencia juvenil, colaboró en la consecución de una legislación especial bajo el lema Sacar al niño del Código Penal; así nacieron en España los Tribunales Tutelares de Menores. Fue miembro del Tribunal Tutelar de Menores de Zaragoza.
Fue cofundador de la Obra de la Tuberculosis (1904).
Director del sanatorio para niños tuberculosos (1915).
Presidió el Ateneo de Zaragoza (1900).
Presidió el Patronato de Colonias escolares (1904).
Delegado Provincial y Presidente del Consejo Provincial de Zaragoza de los Exploradores de España (1915). Vocal de los Exploradores de España en el Consejo Nacional.
Presidió la Sociedad Española de Nipiologia (1926).
Directivo del Colegio de Médicos de Zaragoza.
Directivo del Refugio, La Caridad y la Tienda Económica.
Participó activamente en muchos congresos nacionales y extranjeros, y presidió algunos de ellos.
Diputado Provincial de Zaragoza en representación del distrito Pilar-La Almunia.
Del 27 de diciembre de 1928 al 23 de octubre de 1929 fue Presidente de la Diputación Provincial de Zaragoza.
Falleció ostentando el cargo de Presidente de la Diputación Provincial de Zaragoza.

## Condecoraciones
- Gran Cruz de la Real Orden de Isabel la Católica (1920).[1]
- Gran Cruz de la Orden de Beneficencia.[1]
- Medalla de Oro de la Ciudad de Zaragoza.[1]

| Predecesor: Antonio Lasierra Purroy | Presidente de la Diputación Provincial de Zaragoza 27 de diciembre de 1928 - 23 de octubre de 1929 | Sucesor: Manuel de Lasala Llamas |